# جیمی لونر
 جیمی لونر (انگلیسی: Jamie Luner؛ زادهٔ ۱۲ مهٔ ۱۹۷۱) یک هنرپیشه اهل ایالات متحده آمریکا است. وی از سال ۱۹۸۸ میلادی تاکنون مشغول فعالیت بوده‌است.